# رتسلینگن (زاکسونی)-آنهالت
رتسلینگن (زاکسونی)-آنهالت (به آلمانی: Rätzlingen) یک منطقهٔ مسکونی در آلمان است که در ائبیسفلده-وفرلینگن واقع شده‌است. رتسلینگن ۷۹۰ نفر جمعیت دارد.